# Campeonato Mundial de Ciclocrós de 2026
El LXXVII Campeonato Mundial de Ciclocrós se celebrará en Hulst (Países Bajos) en febrero de 2026 bajo la organización de la Unión Ciclista Internacional (UCI) y la Real Federación Neerlandesa de Ciclismo.